# José de Mazarredo Salazar Muñatones y Gortázar
José de Mazarredo Salazar Muñatones y Gortázar (Bilbao, 8 marzo 1745 – Madrid, 29 luglio 1812) è stato un ammiraglio spagnolo.
Tenente Generale della Real Armada Española, fu comandante, cartografo, ambasciatore, astronomo e professore di tattiche navali. Egli è considerato uno dei migliori comandanti navali spagnoli di tutti i tempi, autore delle Colección de Tablas para los usos más necesarios de la navegación e dei Rudimentos de táctica naval para instrucción de los oficiales subalternos de Marina entrati in vigore nel 1776.

## Biografia
José Francisco Javier Juan de Dios Rafael de Mazarredo Salazar Muñatones y Gortázar nacque a Bilbao l'8 marzo 1745, figlio di don Antonio José de Mazarredo Morgan Salazar de Muñatones y Rucabado Sindaco della città, e di doña María Josefa Gortázar y Pérez de Arandia. Nel 1759, all'età di quattordici anni, entrò nella scuola per guardiamarina nel dipartimento navale di Cadice. Il suo primo imbarco fu sullo sciabecco Andaluz, al comando del capitano di fregata Francisco de Vera. Dopo dodici anni di servizio, per l'alta considerazione in cui egli godeva presso i suoi superiori, fu nominato Aiutante Maggiore del Dipartimento di Cartagena. Nel 1762 si imbarcò sul vascello di linea Glorioso, appartenente alla squadra dell'ammiraglio Augustin de Idiáquez, come Aiutante di Bandiera.
Nel 1772 si imbarcò sulla fregata Venus, con la quale effettuò un viaggio nelle Filippine sotto gli ordini di de Lángara. Trasferitosi sulla fregata Rosalía, partecipò a una campagna di rilevamenti idrografici a Trinidad e nell'Atlantico del sud (1774).
Nel corso del 1775 partecipò alla spedizione contro Algeri, diretta dal marchese Pedro González de Castejón. Suoi furono i piani di trasporto, ancoraggio e sbarco dei ventimila uomini dell'Esercito reale, al comando del generale Alejandro O'Reilly. L'esercito spagnolo fu pesantemente investito da un esercito di mori, nettamente superiore per numero di uomini. Non avendo ancora completato la palizzata difensiva, e non potendo dispiegare l'artiglieria non ancora sbarcata, per sottrarsi all'attacco algerino fu deciso di reimbarcare le truppe. Con un'audace azione notturna de Mazarredo riuscì ad imbarcare tutti gli uomini, compresi i feriti, e di ciò fu pubblicamente ringraziato dal generale O'Reilly. In ringraziamento dei servigi resi il 13 settembre 1776 gli fu dato il comando della Compagnia dei guardiamarina di Cartagena.
Per i servizi resi durante questa campagna, il Re gli conferì la carica di Tenente della Compagnia dei guardiamarina di Cadice, e successivamente, il grado di capitano di fregata e capitano di vascello e il comando della nuova compagnia appositamente istituita nel Dipartimento di Cartagena. Con questo incarico non solo partecipò alla direzione della Scuola dei Guardiamarina (Escuela de Guardiamarinas), ma prese parte attiva nell'insegnamento della nautica e delle manovre veliche, scrivendo alcune opere sulle materie in oggetto, come ad esempio la: Colección de Tablas para los usos más necesarios de la navegación. Nominato comandante della nave di linea da 74 cannoni San Juan Bautista nel 1778, condusse alcuni rilevamenti idrografici nelle acque della penisola iberica, contribuendo enormemente alla creazione del nuovo Atlante Marittimo ("Atlas Marítimo"). Nel 1779, in qualità di Maggior Generale (equivalente all'odierno Capo di Stato Maggiore) della squadra del Tenente Generale Miguel Gastón mise in pratica i Rudimentos de Táctica Naval scritti quando era un semplice tenente, così come le Instrucciones de señales.

### La Guerra d'indipendenza americana

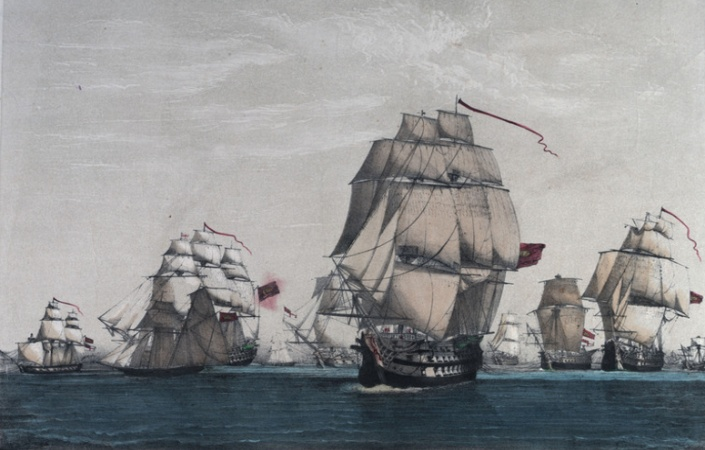
Navi di linea spagnole all'attacco del convoglio britannico nell'azione del 9 agosto 1780.

Il suo principale successo come Maggior Generale arrivò l'anno successivo con la squadra dell'ammiraglio Luis de Córdova y Córdova, rinforzata con sei navi francesi al comando di Monsieur de Beausset. Con un'audace manovra, che alcuni considerarono imprudente, il 9 agosto catturò all'altezza di Capo Santa Maria, nelle isole Azzorre, un importante convoglio britannico di settantanove vele che trasportavano mercanzie e viveri per l'esercito inglese nella Guerra d'indipendenza americana. Solo tre navi del convoglio riuscirono a fuggire, ed oltre ai quasi 3.000 prigionieri venne catturato un carico di 80.000 tra moschetti e cannoni, e un milione di sterline in oro e argento. Se tale convoglio fosse arrivato in America il suo carico avrebbe consentito agli inglesi di triplicare il numero di soldati del loro esercito, da un rapporto di 1:1 tra le truppe tra continentali e quelle inglese ad un rapporto di 3:1 a favore dell'Inghilterra, che sarebbe stato decisivo per l'esito della guerra. Quattro navi britanniche catturate entrarono poi in servizio nella Real Armada Española con i nomi di Jorge Real, Colón, Santa Balbina e Santa Paula.
Si deve a Mazarredo la salvezza della grande flotta franco-spagnola, composta da ventotto navi di linea e quattro fregate spagnole e trentotto navi di linea e una ventina di fregate francesi destinata a scortare un ricco convoglio di centotrenta navi mercantili. La flotta rischiò di fare naufragio a causa dell'ordine di partenza prematuramente emanato dall'ammiraglio francese conte d'Estaing, e che fu contrastato da Mazarredo. Tale contrasto causò un provvidenziale ritardo nella partenza della flotta da Cadice, e vide lo scatenarsi di una forte tempesta che, una volta passata, fece rendere conto l'ammiraglio francese del pericolo corso e della saggezza della decisione di Mazarredo. Ciò fu possibile anche per l'uso generalizzato sulle navi spagnole dei barometri di marina, la cui lettura veniva tenuta in gran conto, così come esisteva un costante servizio di vigilanza astronomica che permetteva di avvistare per tempo l'avvicinarsi dei fronti temporaleschi.
Nel 1781, mentre era in crociera di sorveglianza al largo delle isole Scilly con la squadra mista franco-spagnola al comando degli ammiragli Luis de Córdova y Córdova e Guichen, la flotta incappò in una tempesta. L'ammiraglio francese segnalò di invertire la rotta, temendo il pericolo che gran parte delle navi potesse fare naufragio, ma de Mazaredo, confortato dai costanti rilevamenti barometrici che segnalavano una condizione meteorologica in via di miglioramento consigliò l'ammiraglio francese di proseguire nella rotta. Mazarredo rimase così fermo nelle sue convinzioni che Guichen confermò l'ordine di proseguire sulla rotta originaria, e i fatti diedero ragione all'ammiraglio spagnolo. Una volta che le navi rientrarono ad Algeciras Guichen confidò al Conte d'Artois che l'aver seguito i consigli di Mazarredo aveva probabilmente salvato la flotta dal fare naufragio, riportando gravi perdite. Nel corso del 1782 prese parte con la squadra navale al blocco di Gibilterra. Il 13 settembre condusse l'attacco alle batterie galleggianti che difendevano la piazzaforte, ed il giorno 20 ottobre prese parte al combattimento al largo di Capo Spartel, tra la squadra spagnola dell'ammiraglio de Córdoba e quella inglese dell'ammiraglio Richard Howe che stava ritornando verso l'Atlantico, dopo aver cercato di raggiungere Gibilterra per portare soccorso alla piazzaforte assediata. Alla fine di questa campagna militare, la pace fu siglata nel 1783, venne promosso al grado di Jefe de Escuadra (Comandante di divisione). Durante l'esercizio delle funzioni di comandante delle tre compagnie di guardiamarina, quelle di Ferrol, Cadice e Cartagena, diede grande impulso all'addestramento militare.
Come ministro plenipotenziario il 16 giugno 1785 firmò il trattato di pace tra il bey di Algeri, Mohammed ben Othmán Pascià e la Corte di Spagna. La firma avvenne alla presenza dei membri del Divano, del Muftī di Algeri, del Conte di Expilly e del console francese Dekercy
Nel 1789 fu elevato al rango di Tenente Generale e trascorse qualche tempo a Madrid, dedicandosi alla stesura delle "Ordenanzas Generales de la Armada", aiutato dal suo assistente più fidato, il capitán de navío Antonio de Escaño y García de Cáceres. Interruppe questo compito quando fu nominato secondo in comando della squadra navale al comando dal José Solano y Bote marchese del Socorro. Si imbarcò a Cadice alzando la sua insegna sul vascello da 120 cannoni Conde de Regla, passando successivamente sul San Hermenegildo. Con questa squadra, dopo essersi messo all'inseguimento di una formazione navale britannica a Capo Finisterre, rimase ad incrociare in quelle acque, fino a quando non fu firmato il trattato di pace con il Regno Unito di Gran Bretagna. Ritornato a Madrid completò le Ordenanzas che entrarono in vigore l'8 marzo 1793.

### Le guerre rivoluzionarie francesi
Nel 1795 era Comandante General de la Escuadra del Mediterráneo quando fu siglata la Pace di Basilea. Poco tempo dopo il favorito del re Carlo IV, Manuel Godoy, fu elevato al rango di Principe de la Paz.
Nel corso di quell'anno la Spagna entrò in guerra con la Repubblica francese, ed egli assunse il comando di una squadra navale a Cadice, che doveva unirsi a quella di don Juan de Lángara y Huarte che operava nel Mediterraneo. Durante l'espletamento di tale incarico esplosero dei contrasti con il Ministro della Marina don Pedro de Varela Ulloa, sull'operato del balivo Valdés che Mazarredo sosteneva non si curasse adeguatamente delle proprie navi. Il rifiuto a mettere per iscritto le circostanze indicate in precedenti relazioni, come Varela pretendeva per accusare Valdés di cattiva gestione, lo portarono a dare le sue dimissioni dal comando che furono accettate. Egli fu destinato a El Ferrol, con l'espresso divieto di rivolgersi al tribunale per avere soddisfazione. Nel corso del 1776 il Re lo ricompensò per i suoi servigi alla Corona con la concessione del titolo di Cavaliere dell'Ordine Militare di Santiago. Risultato in parte dall'imprevedibilità del governo spagnolo e anche dall'inesperienza del nuovo ammiraglio, il tenente generale José de Córdova y Ramos, fu l'esito dello sfortunato scontro del 14 febbraio 1797 a Capo San Vincenzo, contro la flotta britannica. Dopo la battaglia fu nominato successore dell'ammiraglio de Córdova y Ramos, il vecchio tenente generale Francisco de Borja y Poyo, ma i capitani di fregata Espinosa, Fernández de Navarrete e Salazar, si azzardarono a chiedere udienza alla Regina chiedendo che al comando della squadra navale fosse nominato Mazarredo. L'ammiraglio ricevette l'ordine di recarsi a Cadice per assumere il comando delle forze navali che dovevano difendere quel porto.
La squadra era composta da venticinque navi di linea, quattro dei quali a tre ponti, undici fregate e tre brigantini. Egli issò la sua insegna sul vascello a tre ponti da 112 cannoni Purísima Concepción, e in meno di due mesi riuscì a organizzare le forze leggere, arrivando a raccogliere circa centotrenta navi, sotto il comando dei tenenti generali Federico Carlo Gravina di Montevago e Villavicencio. Nelle notti dal tre al cinque luglio 1797 essi respinsero gli attacchi del nemico, al comando dell'ammiraglio Sir John Jervis e del Commodoro Horatio Nelson. Nel corso del 1798 lasciò improvvisamente Cadice con venti navi di linea, tre fregate e il vascello francese Vestal, per sorprendere una divisione britannica di nove navi di linea in crociera al largo di Cadice.
Un fortunale proveniente da sud-est lo rallentò, ma nel contempo impedì alla forza principale inglese, che si trovava a Lisbona sotto il comando dell'ammiraglio Jervis, di arrivare allo scontro con la sua squadra. Egli rimase in crociera al largo della foce del Guadiana per qualche tempo, ritornando a Cadice giusto in tempo per evitare lo scontro con il nemico. Secondo quanto è stato pianificato, La squadra inglese, numericamente superiore contando su quarantadue navi di linea e diverse fregate e navi più piccole, arrivò alla foce del Guadiana ventiquattro ore dopo che la squadra spagnola aveva lasciato la zona. 
Poco tempo dopo de Mazarredo fu nominato Capitano Generale del dipartimento di Cadice e terminati i lavori di costruzione del nuovo Osservatorio della Marina posizionato sull'isola di León (San Fernando, 1798), ordinò il trasferimento del centro in questione. 
Il 13 agosto 1778 convolò a giuste nozze con doña Maria Antonia de Moyúa, che gli diede una figlia, Juana.

### Le guerre napoleoniche
Nei primi mesi del 1799 de Mazarredo lascio Cadice per raggiungere El Ferrol dove assunse il comando della locale squadra navale. Tra le novità che Napoleone Bonaparte apprese all'inizio del 1799 vi fu il fatto che 26 aprile la flotta francese dell'Atlantico, al comando dal Ministro della Marina Ammiraglio Étienne Eustache Bruix, era salpata da Brest per raggiungere il Mediterraneo. Era previsto che le navi di Mazarredo uscissero da El Ferrol al passaggio di quelle di Bruix, unendosi alla squadra francese. Queste ultime notizie, che presagivano un'azione comune franco-spagnola nel Mediterraneo, lo indussero a rimanere in Egitto in attesa degli eventi. Purtroppo il ricongiungimento non riuscì a causa dei venti sfavorevoli che bloccarono in porto la squadra spagnola. Le istruzioni ricevute da Bruix prevedevano che egli dovesse cooperare con la flotta spagnola al fine di rifornire Corfù e l'assediata isola di Malta, trasportando inoltre rifornimenti e diverse migliaia di soldati di rinforzo ad Alessandria d'Egitto. Ritornato a Cadice Mazarredo assunse il comando della locale squadra spagnola, e nel mese di maggio salpò con 17 vascelli di linea e quattro fregate per raggiungere Tolone, riunendosi a Bruix. Una tempesta colpì la squadra spagnola, che dovette rientrare a Cartagena per riparare i danni. Il 24 giugno dello stesso anno dopo che le sue navi avevano contribuito ad evacuare i residenti francesi da vari porti italiani, Bruix aveva raggiunto Mazarredo a Cartagena. La flotta combinata franco-spagnola era composta da quarantadue navi da guerra. Dal momento che sessanta navi di linea britanniche erano sparse nel Mediterraneo suddivise in diverse divisioni, l'ammiraglio francese ebbe un'opportunità unica per espellere gli inglesi dal mediterraneo e portare la sua flotta in Egitto. Bruix sottopose a de Mazarredo un piano operativo che prevedeva di riunire tutte le navi franco-spagnole disponibili in un punto segreto dell'Atlantico orientale. Ciò avrebbe indotto la flotta inglese ad uscire dal Mediterraneo per rinforzare la presenza inglese nel Canale della Manica. A quel punto la flotta combinata sarebbe rientrata in Mediterraneo affrontando in combattimento le navi inglesi rimaste in zona, e raggiungendo gli obiettivi previsti dal piano di azione originario. L'ammiraglio spagnolo inizialmente rifiutò di cooperare con i francesi in qualsiasi impresa che non fosse la riconquista dell'isola di Minorca allora in possesso della Gran Bretagna, ma poi accettò di sottoporre il piano dell'ammiraglio francese al giudizio della Corte di Madrid.. Dalla capitale giunse invece l'ordine che la flotta spagnola salpasse da Cartagena per portarsi a Cadice per evitare di rimanere imbottigliata in Mediterraneo. La flotta combinata, forte quaranta navi di linea e circa trenta tra fregate e navi più piccole salpò da Cartagena raggiungendo Cadice il 12 luglio. Da qui l'ammiraglio francese diresse verso Brest senza incontrare opposizione da parte inglese, accompagnato da una piccola aliquota di navi al comando di de Mazarredo, mentre il grosso della squadra spagnola rimase all'ancora a Cadice.

### Ambasciatore straordinario a Parigi
Una volta arrivato a Brest Mazarredo lasciò il comando della squadra a Gravina, e si recò a Parigi, per discutere con l'ammiraglio Bruix delle operazioni navali da effettuarsi in collaborazione con l'Alto Comando francese, diventando nel contempo ambasciatore straordinario della Spagna. Con Napoleone Bonaparte, poi elevato al consolato, dovette lottare per gli interessi della sua nazione minacciati dall'ambizione del generale francese. Bonaparte voleva avere a sua disposizione la parte migliore delle forze navali spagnole, ma l'approccio rigoroso di Mazarredo, che si mantenne sempre franco e fermo nelle discussioni, fecero infuriare il generale francese che lo fece rimanere a Parigi per molto tempo, impedendogli poi di riassumere il comando della flotta. Mazarredo aveva fortemente contrariato Bonaparte con la sua schiettezza e la sua mancanza di flessibilità ai desideri francesi, e il governo spagnolo fu costretto ad allontanarlo sostituendolo con Gravina. Il primo ministro Manuel Godoy lo inviò a Cadice, sostenendo che i suoi servigi erano lì necessari, nominandolo nel contempo Capitano Generale di tale Dipartimento. Prima di lasciare la capitale francese gli fu offerta anche la carica di Ministro della Marina, ma egli la rifiutò per paura degli intrighi di corte. Assunse il nuovo comando il 9 febbraio 1801, ma trovò le navi e gli equipaggi in condizioni pietose. Mancava praticamente tutto, dalle armi, alla polvere da sparo per finire con gli equipaggiamenti. Alcune navi, per mancanza di manutenzione e falle alle carene, erano colate a picco al loro posto di ormeggio.
Esasperato per lo stato in cui versava la Marina, abbandonata dal governo, Mazarredo decise di ritirarsi a vita privata a Bilbao il 2 settembre 1801. Il permesso per trasferirsi giunse, con un Real Orden il 9 febbraio 1802, e una volta arrivato a destinazione incominciò subito ad interessarsi allo stato in cui versava la città. A causa di ciò alcuni membri del Senato lo accusarono velatamente di favorire gli interessi di Bilbao e dei Paesi Baschi. Nel luglio 1804, in seguito all'emanazione di un editto del Primo Ministro, approvato dalla Juntas Generales di Guernica, che prevedeva una leva militare di massa, iniziarono i primi malcontenti tra la popolazione. Il 17 agosto la rivolta esplose, estendendosi rapidamente in gran parte del territorio circostante. Nonostante il tentativo di mediazione effettuato da de Mazarredo, insieme a Mariano Luis de Urquijo, la rivolta fu soffocata solo con l'intervento delle truppe dell'esercito guidate dal Brigadiere Benito San Juan. Su ordine diretto del Re, Urquijo e Mazarredo furono posti in stato di arresto nei rispettivi domicili, il primo a Burgos, e il secondo a Santoña, da cui poi fu trasferito a Pamplona.

### Il ritorno in politica
Nel maggio 1808 avvenne la destituzione di Godoy da Primo Ministro, fortemente voluta dal principe ereditario Ferdinando, e con la stessa di fatto veniva detronizzato anche il re Carlo IV, e Bonaparte decise di intervenire direttamente negli affari spagnoli. Con la scusa di invadere il Portogallo le truppe francesi entrarono in territorio spagnolo, e si impadronirono della famiglia reale, che fu presa prigioniera ed esiliata a Bayonne. Nella città francese il principe Ferdinando fu costretto a restituire la corona a Carlo IV, che a sua volta la cedette a Bonaparte. Nel corso del 1808 l'imperatore francese avvicinò nuovamente de Mazarredo, che si trovava ancora in disgrazia, invitandolo per un incontro personale. L'ammiraglio spagnolo accettò di collaborare con il nuovo governo del re Giuseppe I assumendo l'incarico di Ministro della Marina. Dopo la sconfitta di Sir John Moore a La Coruña, che costrinse le forze inglesi ad abbandonare la Galizia le truppe francesi dei Marescialli Soult e Ney trovarono nel porto di El Ferrol undici navi di linea, quattro fregate e alcune navi più piccole. I commissari francesi disposero che le navi spagnole fossero portate in Francia, ma egli intervenne personalmente per bloccare il loro trasferimento, riuscendovi per gran parte di esse. Ritornato a Madrid fu colpito da attacco di gotta che ne causò la morte il 29 luglio 1812. Un grande centro commerciale della città di Bilbao porta il suo nome. È possibile visitare una delle case in cui visse nella città di Bárcena de Cicero, Cantabria.

## Pubblicazioni
- Rudimentos de tactica naval para instruccion de los oficiales subalternos de Marina, D. Joachim Ibarra Imprenta Real, Madrid, 1776

### Periodici
- Giuliano Da Frè, Il vallo di legno, in RID-Rivista Italiana Difesa, No.10, Chiavari, Giornalistica Riviera Soc. Coop. a.r.l., ottobre 2005,  pp. 82-97.